# Wallace Hartley
Wallace Henry Hartley (ur. 2 czerwca 1878 w Colne, Lancashire, zm. 15 kwietnia 1912 na pokładzie RMS Titanic) – dyrektor orkiestry na pokładzie RMS Titanic.
Wallace Hartley był synem Albiona i Elizabeth Hartley’ów z Colne’a w Lancashire. W późniejszym czasie przeprowadził się do Dewsbury w Anglii. Grał w orkiestrach w Harrogate i Bridllington oraz na pokładzie RMS Mauretania.
W noc katastrofy Titanica poproszono go, by grał ze swoją orkiestrą w celu zapobiegania panice. Sam Hartley był również wiolonczelistą. Orkiestra zasłynęła tym, że grała do samego zatonięcia statku i żaden z jej członków nie przestał grać, by ratować życie. Kwestią sporną jest jaki był ostatni utwór grany przez orkiestrę Hartleya – za najprawdopodobniejszy utwór uznaje się „Nearer, my God, to Thee”. Jego ciało odnaleziono 4 maja tego samego roku, a pochowano go w 8 dni później. W jego pogrzebie brało udział około 30 000 osób.